# Понорац (Сјеница)
Понорац је насеље у Србији у општини Сјеница у Златиборском округу. Према попису из 2022. било је 187 становника (према попису из 1991. било је 292 становника).

## Демографија
У насељу Понорац живи 155 пунолетних становника, а просечна старост становништва износи 38,3 година (37,4 код мушкараца и 39,5 код жена). У насељу има 45 домаћинстава, а просечан број чланова по домаћинству је 4,13.
Ово насеље је великим делом насељено Бошњацима (према попису из 2002. године), а у последња три пописа, примећен је пад у броју становника.
|  |

| Демографија | Демографија | Демографија |
| Година      | Становника  | Становника  |
| ----------- | ----------- | ----------- |
| 1948.       | 464         |             |
| 1953.       | 587         |             |
| 1961.       | 469         |             |
| 1971.       | 465         |             |
| 1981.       | 388         |             |
| 1991.       | 292         | 292         |
| 2002.       | 186         | 217         |
| 2011.       | 233         |             |

| Етнички састав према попису из 2002.‍ | Етнички састав према попису из 2002.‍ | Етнички састав према попису из 2002.‍ | Етнички састав према попису из 2002.‍ | Етнички састав према попису из 2002.‍ |
| ------------------------------------ | ------------------------------------ | ------------------------------------ | ------------------------------------ | ------------------------------------ |
|                                      |                                      |                                      |                                      |                                      |
| Бошњаци                              | Бошњаци                              |                                      | 183                                  | 98,38%                               |
| Муслимани                            | Муслимани                            |                                      | 3                                    | 1,61%                                |
| непознато                            | непознато                            |                                      | 0                                    | 0,0%                                 |

| Година пописа     | 1948. | 1953. | 1961. | 1971. | 1981. | 1991. | 2002. |
| ----------------- | ----- | ----- | ----- | ----- | ----- | ----- | ----- |
| Број домаћинстава | 72    | 78    | 69    | 77    | 67    | 60    | 45    |

| Број чланова      | 1 | 2 | 3 | 4  | 5  | 6 | 7 | 8 | 9 | 10 и више | Просек |
| ----------------- | - | - | - | -- | -- | - | - | - | - | --------- | ------ |
| Број домаћинстава | 3 | 9 | 2 | 11 | 10 | 7 | 2 | 0 | 1 | 0         | 4,13   |

| Пол    | Укупно | Неожењен/Неудата | Ожењен/Удата | Удовац/Удовица | Разведен/Разведена | Непознато |
| ------ | ------ | ---------------- | ------------ | -------------- | ------------------ | --------- |
| Мушки  | 87     | 42               | 44           | 1              | 0                  | 0         |
| Женски | 74     | 18               | 51           | 4              | 1                  | 0         |
| УКУПНО | 161    | 60               | 95           | 5              | 1                  | 0         |

| Пол    | Укупно                    | Пољопривреда, лов и шумарство | Рибарство                            | Вађење руде и камена | Прерађивачка индустрија       |
| ------ | ------------------------- | ----------------------------- | ------------------------------------ | -------------------- | ----------------------------- |
| Мушки  | 77                        | 69                            | 0                                    | 0                    | 1                             |
| Женски | 60                        | 56                            | 0                                    | 0                    | 1                             |
| УКУПНО | 137                       | 125                           | 0                                    | 0                    | 2                             |
| Пол    | Производња и снабдевање   | Грађевинарство                | Трговина                             | Хотели и ресторани   | Саобраћај, складиштење и везе |
| Мушки  | 1                         | 0                             | 0                                    | 0                    | 0                             |
| Женски | 0                         | 0                             | 1                                    | 0                    | 0                             |
| УКУПНО | 1                         | 0                             | 1                                    | 0                    | 0                             |
| Пол    | Финансијско посредовање   | Некретнине                    | Државна управа и одбрана             | Образовање           | Здравствени и социјални рад   |
| Мушки  | 0                         | 0                             | 0                                    | 5                    | 0                             |
| Женски | 0                         | 1                             | 0                                    | 0                    | 0                             |
| УКУПНО | 0                         | 1                             | 0                                    | 5                    | 0                             |
| Пол    | Остале услужне активности | Приватна домаћинства          | Екстериторијалне организације и тела | Непознато            | Непознато                     |
| Мушки  | 1                         | 0                             | 0                                    | 0                    | 0                             |
| Женски | 0                         | 0                             | 0                                    | 1                    | 1                             |
| УКУПНО | 1                         | 0                             | 0                                    | 1                    | 1                             |